# Liste des codes OTAN pour les équipements radar
 (décembre 2024).
La mise en forme du texte ne suit pas les recommandations de Wikipédia : il faut le « wikifier ».
Les points d'amélioration suivants sont les cas les plus fréquents. Le détail des points à revoir est peut-être précisé sur la page de discussion.
- Les titres sont pré-formatés par le logiciel. Ils ne sont ni en capitales, ni en gras.
- Le texte ne doit pas être écrit en capitales (les noms de famille non plus), ni en gras, ni en italique, ni en « petit »…
- Le gras n'est utilisé que pour surligner le titre de l'article dans l'introduction, une seule fois.
- L'italique est rarement utilisé : mots en langue étrangère, titres d'œuvres, noms de bateaux, etc.
- Les citations ne sont pas en italique mais en corps de texte normal. Elles sont entourées par des guillemets français : « et ».
- Les listes à puces sont à éviter, des paragraphes rédigés étant largement préférés. Les tableaux sont à réserver à la présentation de données structurées (résultats, etc.).
- Les appels de note de bas de page (petits chiffres en exposant, introduits par l'outil «  Source ») sont à placer entre la fin de phrase et le point final[comme ça].
- Les liens internes (vers d'autres articles de Wikipédia) sont à choisir avec parcimonie. Créez des liens vers des articles approfondissant le sujet. Les termes génériques sans rapport avec le sujet sont à éviter, ainsi que les répétitions de liens vers un même terme.
- Les liens externes sont à placer uniquement dans une section « Liens externes », à la fin de l'article. Ces liens sont à choisir avec parcimonie suivant les règles définies. Si un lien sert de source à l'article, son insertion dans le texte est à faire par les notes de bas de page.
- La présentation des références doit suivre les conventions bibliographiques. Il est recommandé d'utiliser les modèles {{Ouvrage}}, {{Chapitre}}, {{Article}}, {{Lien web}} et/ou {{Bibliographie}}. Le mode d'édition visuel peut mettre en forme automatiquement les références.
- Insérer une infobox (cadre d'informations à droite) n'est pas obligatoire pour parachever la mise en page.

Pour une aide détaillée, merci de consulter Aide:Wikification.
Si vous pensez que ces points ont été résolus, vous pouvez retirer ce bandeau et améliorer la mise en forme d'un autre article.
Voici une liste des codes de l'OTAN pour désigner les radars et les systèmes ELINT soviétiques. Pour des noms, supplémentaires, voir l'article sur les codes OTAN. Les désignations sont en anglais et sont utilisées quelle que soit la langue du membre de l'OTAN.

## Code de l'OTAN

### B
- Ball End – radar de navigation commun[1].
- Band Stand – Suivi et contrôle des missiles [1]
- Bass Tilt – MR-123, radar de conduite de tir du système d'armes rapprochée AK-630 [2]
- Bell Clout – Radar de brouillage de guerre électronique [1]
- Bell Shroud – Radar de brouillage de guerre électronique [1]
- Bell Squat – Radar de brouillage de guerre électronique [1]
- Big Net – Radar de recherche aérienne à longue portée [1]

### C
- Cage Bare – Antenne VHF [1]
- Cage Cone – Antenne VHF [1]
- Cage Pot – Radar de brouillage de guerre électronique [1]
- Cage Stalk – Antenne VHF [1]
- Cross Bird – Radar de recherche aérienne longue portée Gius-2. Une copie du radar britannique Type 291[1].
- Cross Dome – MR-352 Pozitiv, un radar de désignation de cible [3]

### D
- Don – Radar de navigation[1].
- Don-Kay – Radar de navigation pour les grands navires. Remplacé par Palm Frond[1].
- Down Beat – Radar de ciblage en bande I pour les bombardiers maritimes pour les missiles de croisière anti-navires.
- Drum Tilt – MR-104 Rys, un radar de conduite de tir [4]

### E
- Egg Cup – Radar de conduite de tir[1]
- Eye Bowl – Suivi et contrôle des missiles [1]

- Fan Song – radar de conduite de tir du système SA-2
- Flat Face – radar d'acquisition de cible du système SA-3
- Flat Jack – radar de recherche aéroporté monté sur rotodôme du Tupolev Tu-126 Moss
- Flat Twin – Radar ABM pour le système ABM S-225 (jamais mis en service)
- Fire Dome – radar de conduite de tir du système SA-11
- Fire Can – radar de ciblage des armes utilisé pendant la guerre du Vietnam
- Flap Lid – radar de conduite de tir du système SA-10A/B
- Flash Dance – Radar BRLS-8B « Zaslon » qui se retrouvé sur le MiG-31 .
- Foxfire – Le radar TL-25 Smerch-A (également appelé Produit 720) présent sur le MiG-25
- Front Dome – MR-90 Orekh, radar de conduite de tir du système SA-N-7 [2]

### G
- Grave Stone – radar de conduite de tir du système SA-21
- Grill Pan – radar de conduite de tir du système SA-12

### H
- Hair Net – Radar de recherche aérienne à longue portée [1]
- Half Bow – Radar de conduite de tir pour canons [1]
- Half Plate – MR-755 Fregat, radar de désignation de cible du système SA-N-7 [2]
- Hawk Screech – MR-105 Turel, un radar de conduite de tir [4]
- Head Lights – Suivi et contrôle des missiles [1]
- Head Net-A – Radar de recherche aérienne à longue portée [1]
- Head Net-B – Radar de recherche aérienne à longue portée [1]
- Head Net-C – Radar de recherche aérienne longue portée [1]
- High Pole A – Antenne Identification friend or foe [1]
- High Pole B – Antenne Identification friend or foe [1]
- High Sieve – Radar de recherche aérienne à longue portée [1]

### K
- Kite Screech – MR-184, radar de conduite de tir du canon AK-100 [2]
- Knife Rest – Radar de recherche aérienne à longue portée [1]

### L
- Land Roll – radar de conduite de tir du système SA-8
- Low Blow – radar de conduite de tir du système SA-3

### M
- Muff Cob – Radar de conduite de tir pour canons [1]

### O
- Owl Screech – Radar de conduite de tir[1]

### P
- Palm Frond – MR-212/201, un radar de recherche de surface [5]
- Pat Hand – radar de conduites de tir du système SA-4
- Peel Group – Suivi et contrôle de missiles [1]
- Plank Shave – Radar de recherche aérienne à longue portée [1]
- Plinth Net – Suivi et contrôle de missiles [1]
- Pop Group – radar de conduite de tir du système SA-N-4 [6]
- Pork Trough - Radar de suivi de projectiles de mortier
- Post Lamp – Radar de conduite de tir pour canons [1]
- Pot Drum – radar de recherche de surface [1]
- Pot Hand – radar de recherche de surface [1]
- Punch Bowl – Liaison de données par satellite Korvet-5 utilisée sur les navires de surface et les sous-marins soviétiques[1].

### R
- Round House – Réseau radar [1]
- Rum Tub – Radar de brouillage de guerre électronique [1]

### S
- Salt A – Antenne Identification friend or foe [1]
- Scoop Pair - Suivi et contrôle des missiles[1]
- Scrum Half - radar de conduite de tir du SA-15 système
- Side Globe - Radar de brouillage de guerre électronique[1]
- Side Net - Radar de site du SA-3 système
- Skip Spin – L'ensemble radar Oryol ("aigle") était peut-être le plus mémorable sur le Yak-28, mais aussi sur le Su-11, et Su-15.
- Slim Net - Radar de recherche aérienne à longue portée[1]
- Slot Back- Le radar d'acquisition de cible à impulsions Doppler N-019 utilisé sur le MiG-29
- Small Fred - radar de contre-batterie / surveillance, monté sur le PRP-3 Val
- Small Yarn - radar de poursuite de projectiles de mortier monté dans un abri sur un camion chenillé AT-L.
- Snoop Pair - radar de recherche de surface pour les sous-marins[1]
- Snoop Plate - radar de recherche de surface pour les sous-marins[1]
- Snoop Slab  - radar de recherche de surface pour les sous-marins[1]
- Snoop Tray- radar de recherche de surface pour les sous-marins[1]
- Soft Ball– Système de Ramona ELINT
- Spin Scan – Le Sapfir (Saphir) RP-21 est ensemble radar présent sur le MiG-21
- Spin Trough - Radar de navigation[1]
- Square Head – Antenne Identification friend or foe[1]
- Square Pair - Radar de conduite de tir du système SA-5
- Square Tie - Radar de recherche de surface pour les petits navires de guerre et désignation de cible pour missile de croisière[1].
- Square Eye - Radar alternatif d'acquisition de cible du système SA-3
- Steel Yard – Le radar trans-horizon Duga
- Straight Flush - Radar de conduite de tir du système SA-6
- Strut Curve - MR-302, un radar de surface et de recherche aérienne[4]
- Strut Pair - Radar de recherche aérienne à longue portée[1]
- Sun Visor – Radar de contrôle de tir pour armes à feu[1]

### T
- Tomb Stone – radar de conduite de tir du système SA-20A/B
- Top Bow – Radar de contrôle de tir pour canons [1]
- Top Dome – Suivi et contrôle des missiles [1]
- Top Hat A – Radar de brouillage de guerre électronique [1]
- Top Hat B – Radar de brouillage de guerre électronique [1]
- Top Knot – Réseau radar [1]
- Top Mesh – Radar de recherche aérienne longue portée [1]
- Top Pair – Radar de recherche aérienne longue portée [1]
- Top Plate – MR-710 Fregat, un radar de désignation de cible [2] [Note 1]
- Top Plate-B – MR-760 Fregat, un radar de recherche aérienne [7]
- Top Sail – Radar de recherche aérienne longue portée [1]
- Top Steer – Radar de recherche aérienne longue portée [1]
- Top Trough – Radar de recherche aérienne à longue portée [1]
- Trappe – Suivi et contrôle des missiles [1]
- Trash Can – Système Tamara ELINT

### V
- Vee Bars – Antenne de communication HF[1]
- Vee Cone – Antenne de communication HF[1]
- Vee Tube – Antenne de communication HF[1]

### W
- Watch Dog – Radar de brouillage de guerre électronique [1]